# Беот
Беот (грч. Botots, лат. Boeotus) је син бога мора Посејдона и Еолове кћери Меланипе - праотац Беочана.

## Митологија
Стари митови не спомињу Беота и вероватно је у питању конструкција митолошгог лика новијих времена.
По први пут се спомиње Еурипид у трагедији „Меленипа“, написаној пред сам крај 5. века пре нове ере, а сачувани су само одломци тог дела.
Беотовог брата Еола, унука Зевсовог, су на сличан начин сматрали праоцем Еољана.
Беочани, народ који је назван по свом праоцу Беоту, су насељавали крај у средњој Грчкој - између Атике и Фокиде. Њихов највећи, а и најпознатији град је била Теба, који је, према митовима разорен у доба „похода епигона“, и то пре Тројанског рата, а други пут је разорен за време похода Александра Великог 334. године пре нове ере.
Град Тхиваи, град из доба Беочана, постоји и дан данас на свом првобитном месту.